# مصطفی العبادی
مصطفی عبدالحمید العبادی (۱۰ اکتبر ۱۹۲۸–۱۳ فوریه ۲۰۱۷) مورخ برجسته مصری، روشنفکر و استاد متخصص در مطالعات یونانی-رومی بود. او در ۱۳ فوریه ۲۰۱۷ در سن ۸۸ سالگی در اسکندریه درگذشت. کار او به ایجاد دومین کتابخانه بزرگ اسکندریه کمک کرد.

## زندگی
العبادی در ۱۰ اکتبر در سال ۱۹۲۸ در قاهره مصر به دنیا آمد. پدرش بنیانگذار کالج ادبیات و هنر در دانشگاه اسکندریه بود که باعث شد العبادی جوان به دانشگاه علاقه‌مند شود. در سن ۲۲ سالگی با درجه ممتاز از دانشگاه اسکندریه فارغ‌التحصیل شد و دولت مصر بورس تحصیلی برای حضور در دانشگاه کمبریج به او اعطا کرد. العبادی در حالی که دورهٔ دکتری خود در تاریخ باستان را زیر نظر مورخان برجسته طی کرد.
العبادی پس از پایان تحصیلات خود به دانشگاه اسکندریه بازگشت و در آنجا به عنوان مدرس و سپس به عنوان استاد مطالعات یونانی-رومی مشغول به کار شد. او به خصوص به کتابخانه اسکندریه، اولین کتابخانه جهانی ساخته شده در مصر باستان که حدود نیم میلیون کتاب از کشورها و زبان‌های مختلف را در خود جای داده بود، علاقه داشت. العبادی به یک مرجع برجسته در این موضوع تبدیل شد و در مورد کتابخانه اسکندریه در سراسر جهان سخنرانی کرد. او یافته‌ها و تحقیقات خود را در کتاب مورد تحسین منتقدان، زندگی و سرنوشت کتابخانه باستانی اسکندریه مستند کرد.
او در سخنرانی‌های خود اغلب بازسازی مدرن کتابخانه بزرگ جهانی را تشویق می‌کرد. العبادی دولت مصر و سازمان آموزشی، علمی و فرهنگی ملل متحد (یونسکو) را متقاعد کرد که از پروژه او حمایت کنند. پس از نزدیک به ۱۵ سال ایده و ساخت، Bibliotheca Alexandrina درهای خود را در سال ۲۰۰۲ افتتاح کرد. این کتابخانه خانه بیش از هشت میلیون کتاب، هفت طبقه، چهار موزه و یک افلاک نما است! همچنین به عنوان یک مؤسسه تحقیقاتی که برای عموم آزاد است عمل می‌کند.
العبادی به عنوان رئیس انجمن باستان‌شناسی اسکندریه نیز خدمت کرد.

## افتخارات
العبادی نشان نیل، بالاترین نشان افتخار دولت مصر را دریافت کرد.
در ۱۰ اکتبر ۲۰۲۲، گوگل دودل به صورت آنلاین نود و چهارمین سالگرد تولد مصطفی العبادی را جشن گرفت.